# Stein (Argóvia)
Stein é uma comuna situada no município de Rheinfelden, Cantão de Argóvia, Suíça. Localiza-se à margem esquerda do rio Reno e serve de fronteira natural com Bad Säckingen, que fica à margem direita, no estado alemão de Baden-Württemberg.
Duas pontes conectam as duas cidades, uma para carros (a Fridolinsbrücke) e a outra para pedestres (a Holzbrücke). A estação de trem Stein-Säckingen fica em Stein e serve toda a região limítrofe.
A língua oficial nesta comuna é o alemão.

## Geografia

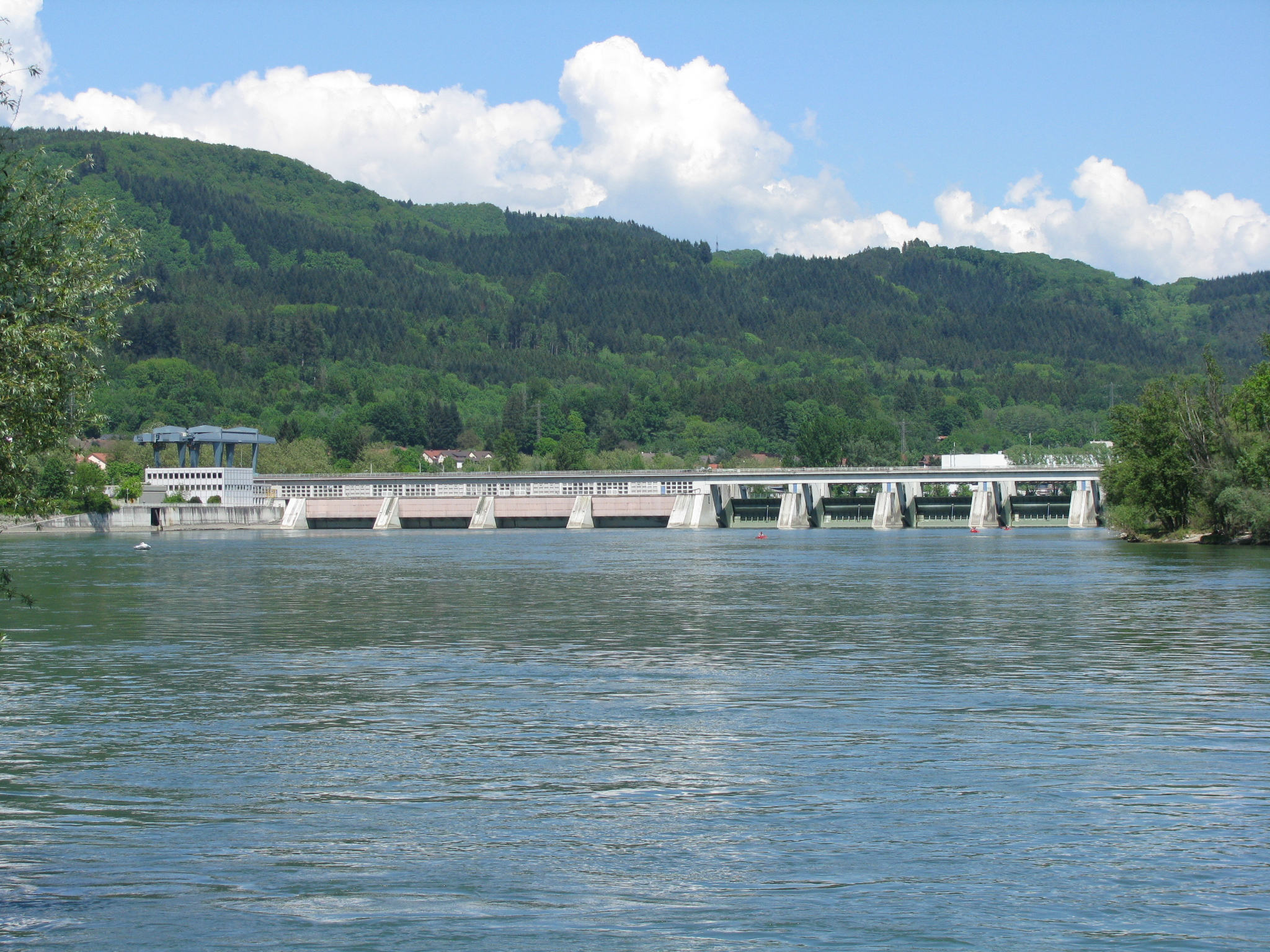
Usina hidrelétrica que cruza o Reno de Bad Säckingen (Alemanha) a Stein (Suíça)

De acordo com dados de 2009, Stein apresenta uma área de 2,81 km², da qual 0,8 km² (ou 28,5%) é usada para fins agriculturais, enquanto que 0,62 km² (ou 22,1%) é coberta de florestas. Do restante do território, 1,1 km² (ou 39,1%) é ocupado por construções e estradas e 0,29 km² (ou 10,3%) é de rios ou lagos.
Da área construída, prédios industriais perfazem 8,9% do total, enquanto que casas e prédios residenciais somam 13,9% e a infraestrutura de transporte compreende 13,5%. Já os parques, áreas verdes e campos de esporte totalizam 2,1% do total da comuna. Da área florestal, 19,9% do total perfazem florestas densas e 2,1% são cobertas de pequenas manchas arborizadas.
Das terras agrícolas, 19,9% são usadas para o plantio de culturas comerciais e 7,1% são cobertas de pasto, enquanto 1,4% é usada para pomares ou plantações de vinha. Toda a água da comuna está em rios e riachos.

## Escudo de armas
Brasão da comuna: Num escudo vermelho assenta-se um violino prateado com o braço inclinado para baixo.

## Patrimônio de significância nacional

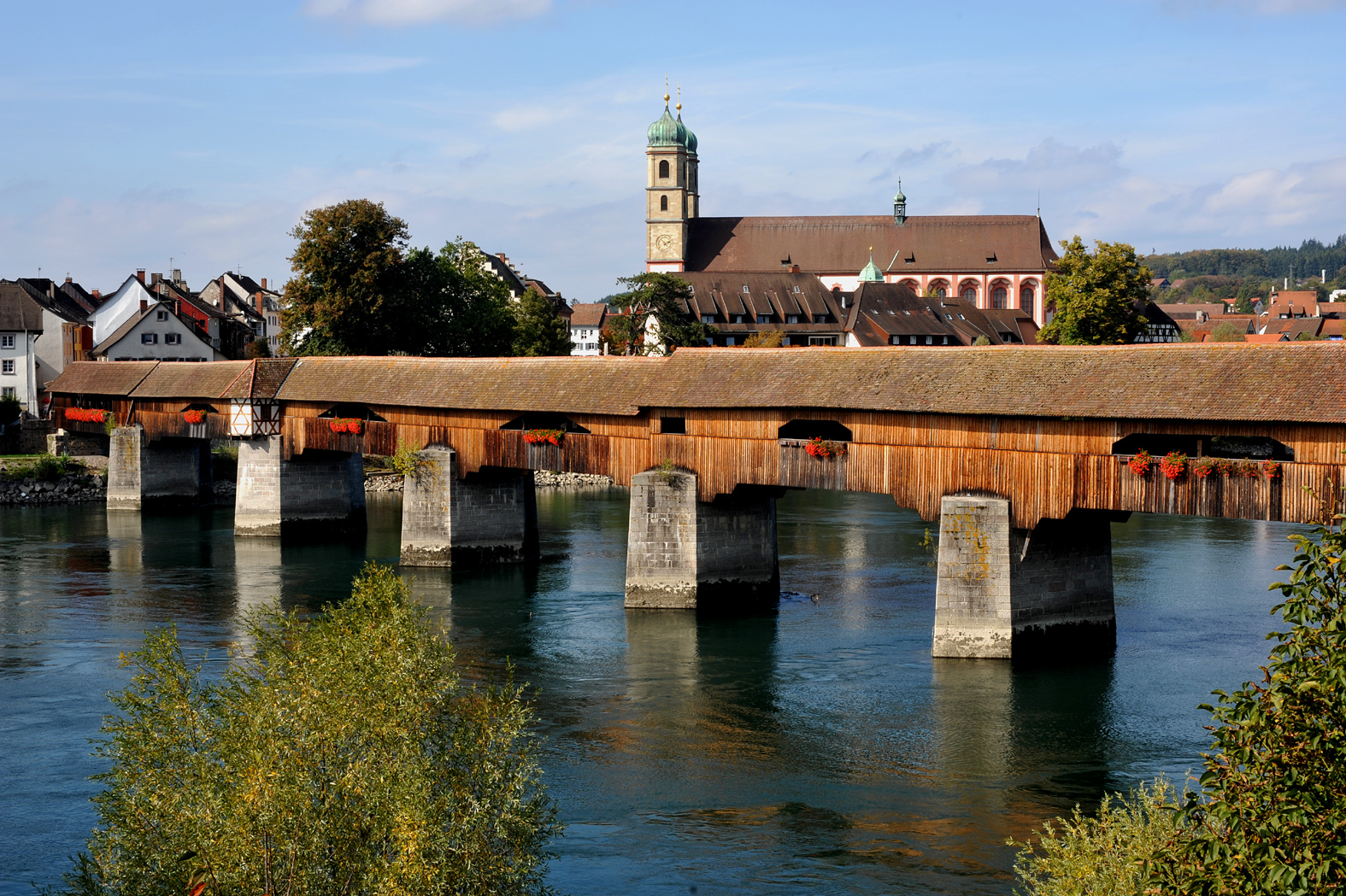
Ponte de madeira entre Bad Säckingen (Alemanha) e Stein (Suíça)

A Holzbrücke (“ponte de madeira”), situada na Schaffhauserstrasse, está listada como patrimônio suíço de relevância nacional.

## Economia
Segundo os dados de 2007, Stein tinha uma taxa de desemprego de 3,77%. Em 2005, havia 11 pessoas empregadas no setor primário e em torno de cinco negócios envolvidos nesse setor da economia. 1.611 pessoas estavam empregadas no setor secundário e havia 22 negócios atuando nesse setor. Já 597 pessoas estavam empregadas no setor terciário, com 89 negócios envolvidos nesse setor.
Em 2000, havia 1.251 trabalhadores que viviam na comuna. Destes, 855 (ou 68,3%) trabalhavam fora, enquanto 1.446 pessoas vinham de fora trabalhar na comuna. Havia um total de 1.842 empregos (de pelo menos seis horas por semana) em Stein.  Da população economicamente ativa, 18,6% usavam o transporte público para chegar ao trabalho e 46,2% seu próprio carro.

## Religião

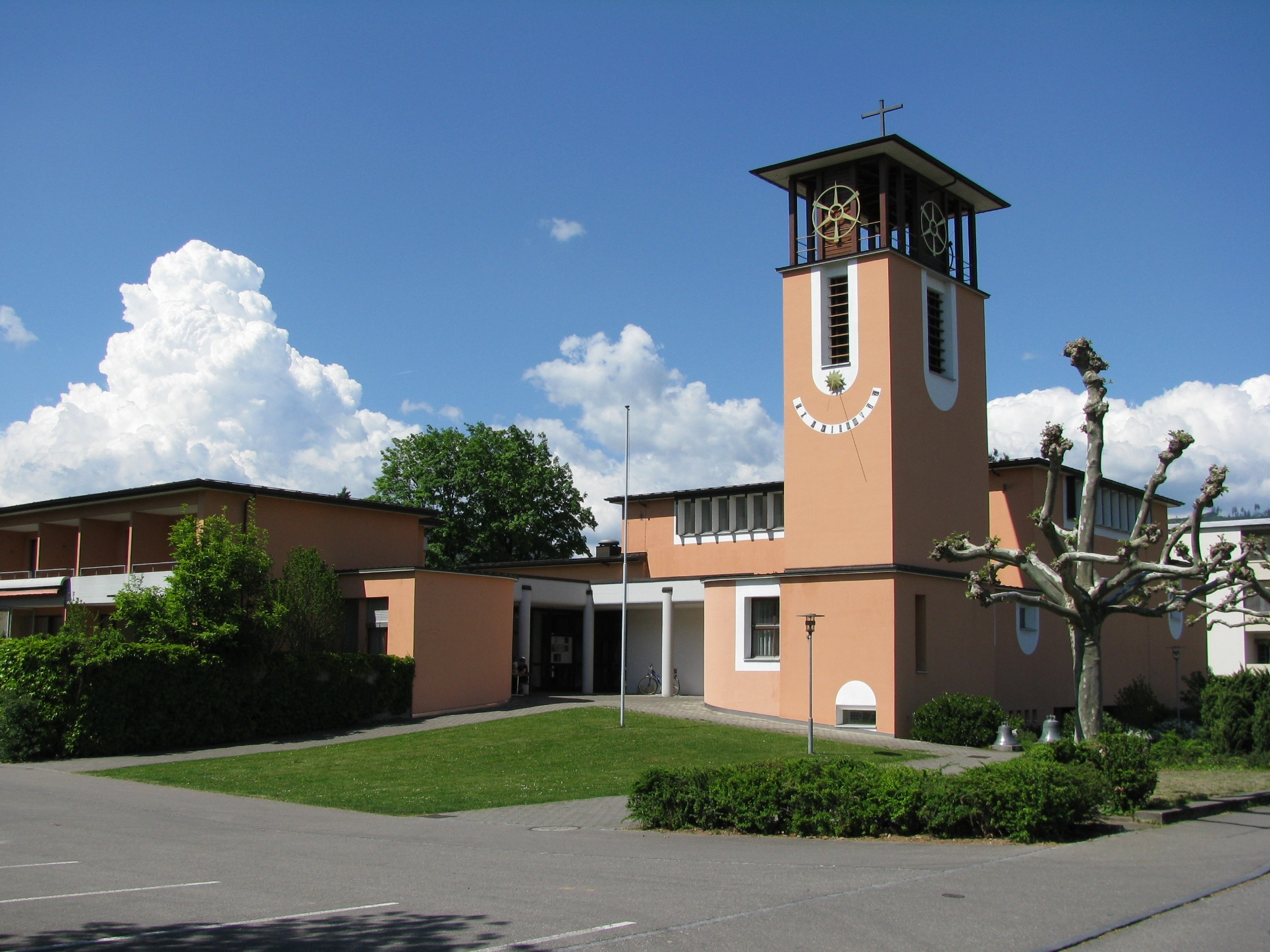
Igreja católica em Stein

De acordo com o censo de 2000, 1.100 (45,6%) dos moradores da comuna eram católicos romanos, enquanto 688 (28,5%) pertenciam à Igreja Reformada Suíça. Do restante da população, havia 30 indivíduos (ou algo em torno de 1,24% do total) que pertenciam ao rito Católico Cristão.

## Educação
A população suíça total tem em geral um bom nível educacional. Em Stein, 65,4% da população (entre 25-64 anos) completaram ou o ensino secundário não obrigatório ou uma educação adicional mais alta (universidade ou Fachhochschule, que é um tipo de ensino superior aplicado na Alemanha, Áustria, Liechtenstein, Suíça e Grécia).
Da população em idade escolar (no ano escolar de 2008/2009), havia 200 estudantes na escola primária e 81 no ensino secundário da comuna.